# Saint-Cannat
 Saint-Cannat  es una comuna y población de Francia, en la región de Provenza-Alpes-Costa Azul, departamento de Bocas del Ródano, en el distrito de Aix-en-Provence y cantón de Lambesc.
Su población en el censo de 1999 era de 4.634 habitantes. Su aglomeración urbana se limita a la propia comuna.
Está integrada en la Communauté d’agglomération du Pays d’Aix-en-Provence .

## Demografía
| 1 254 | 1 675 | 1 862 | 2 384 | 3 918 | 4 634 |
| Para los censos de 1962 a 1999 la población legal corresponde a la población sin duplicidades (Fuente: INSEE [Consultar]) |       |       |       |       |       |

- Datos: Q640946
- Multimedia: Saint-Cannat / Q640946

1. ↑  Worldpostalcodes.org, código postal n.º 13760.
2. ↑  INSEE, Datos de población para el año 2012 de Saint-Cannat (en francés).